# NGC 3217
NGC 3217 is een spiraalvormig sterrenstelsel in het sterrenbeeld Leeuw. Het hemelobject werd op 4 maart 1878 ontdekt door de Amerikaanse astronoom David Peck Todd.

## Synoniemen
- IC 606
- IRAS 10208+1112
- MCG 2-27-6
- ZWG 65.17
- MK 721
- 8ZW 74
- PGC 30448